# Serixia javanica
Serixia javanica là một loài bọ cánh cứng trong họ Cerambycidae.